# アンチ・エスタブリッシュメント
アンチ・エスタブリッシュメント（英: Anti-establishment）、又は、反エスタブリッシュメントとは、従来の（既存の）慣習に基づく社会的・政治的・経済的な諸原則（エスタブリッシュメント）に対して異議を唱える立場のことである。
1958年、イギリスの雑誌『ニュー・ステイツマン』にて、雑誌の政治的・社会的なアジェンダに言及する際に使用されたのが、現代的な意味での初出とされる。
このような政治哲学をアンチ・エスタブリッシュメンタリアニズム（英: anti-establishmentarianism）と表現する。

## オーストラリア
オーストラリアでは、右翼・極右・右派ポピュリズム政党であるポーリン・ハンソン率いるワン・ネイション党やクライヴ・パーマー率いる統一オーストラリア党が、共にアンチ・エスタブリッシュメント政党であると評されている。

## カナダ
カナダでは、カナダ人民党がアンチ・エスタブリッシュメント政党であると見られている。
党の創設者で現在の党首であるマキシム・ベルニエは、かつてカナダ首相スティーヴン・ハーパーの下で外相、産業相、中小企業・観光担当相などの閣僚を務めた元カナダ保守党員だが、そのハーパーやブライアン・マルルーニーら複数の首相経験者を含むカナダ保守党の主要な政治家から、右派陣営を分断しようとしていると非難されている。
ベルニエは、ニュース番組『パワー＆ポリティックス』に対し、自身の在籍時に保守党の指導部や会派が議論したがらなかった、人口の20%にあたる投票に行こうとすらしない人々との間で自党が議論を交わしたい旨を述べ、現状に不満で離反している投票者に焦点を当てたい旨を答えている。

## アイスランド
アイスランドでは、アイスランド海賊党がアンチ・エスタブリッシュメントの運動を有している。

## イタリア
イタリアでは、五つ星運動（M5S）や同盟がアンチ・エスタブリッシュメント政党であると考えられている。
ルイージ・ディ・マイオ率いる五つ星運動（M5S）は、2018年イタリア総選挙で最多得票を獲得し、下院・上院の両院で（政党連合を組まない単独政党として）第一党になった。
一方、マッテオ・サルヴィーニ率いる中道右派の選挙連合は、政党連合として両院で最大勢力となったが、過半数を獲得できなかった。
そのため、五つ星運動（M5S）、同盟の両党は、連立政権を組むことで合意し、フィレンツェ大学法学部教授のジュゼッペ・コンテを首相に指名して第一次コンテ政権を発足させた。
但し、この連立は、両党の対立から2019年の秋に崩壊し、9月から五つ星運動（M5S）と民主党との新たな連立に基づく第二次コンテ政権が発足した。

## 1999年の世界貿易機関（WTO）に対する抗議～2011年のオキュパイ運動
2011年、反緊縮抗議、アラブの春、アノニマスのようなハクティビズム、そして、巨大金融資本を標的に（「1%の富裕層」でない）「99%」（政治スローガン「We are the 99%」）のために戦うオキュパイ運動などの勃興に伴い、アンチ・エスタブリッシュメント思想が再登場した。
BBCニュースは、「映画『Vフォー・ヴェンデッタ』で有名になった不吉なガイ・フォークス・マスクがアンチ・エスタブリッシュメント抗議グループのエンブレムとなった」とコメントした。